# Mesochorus montanus
Mesochorus montanus är en stekelart som beskrevs av Dasch 1974. Mesochorus montanus ingår i släktet Mesochorus och familjen brokparasitsteklar. Inga underarter finns listade i Catalogue of Life.